# V432 Возничего
V432 Возничего (лат. V432 Aurigae), HD 37071 — двойная затменная переменная звезда типа Алголя (EA) в созвездии Возничего на расстоянии приблизительно 414 световых лет (около 127 парсеков) от Солнца. Видимая звёздная величина звезды — от +8,4m до +7,98m. Орбитальный период — около 3,0818 суток. Возраст звезды оценивается как около 3,98 млрд лет.

## Характеристики
Первый компонент — жёлтая звезда спектрального класса G0, или F7-F8, или F7V. Масса — около 1,08 солнечной, радиус — около 2,464 солнечных, светимость — около 8,388 солнечных. Эффективная температура — около 6080 К.
Второй компонент — жёлтая звезда спектрального класса F7-F8 или F8V. Масса — около 1,224 солнечной, радиус — около 1,232 солнечного. Эффективная температура — около 6685 К.

## Планетная система
В 2019 году учёными, анализирующими данные проектов HIPPARCOS и Gaia, у звезды обнаружена планета.